# Aston Martin DB2

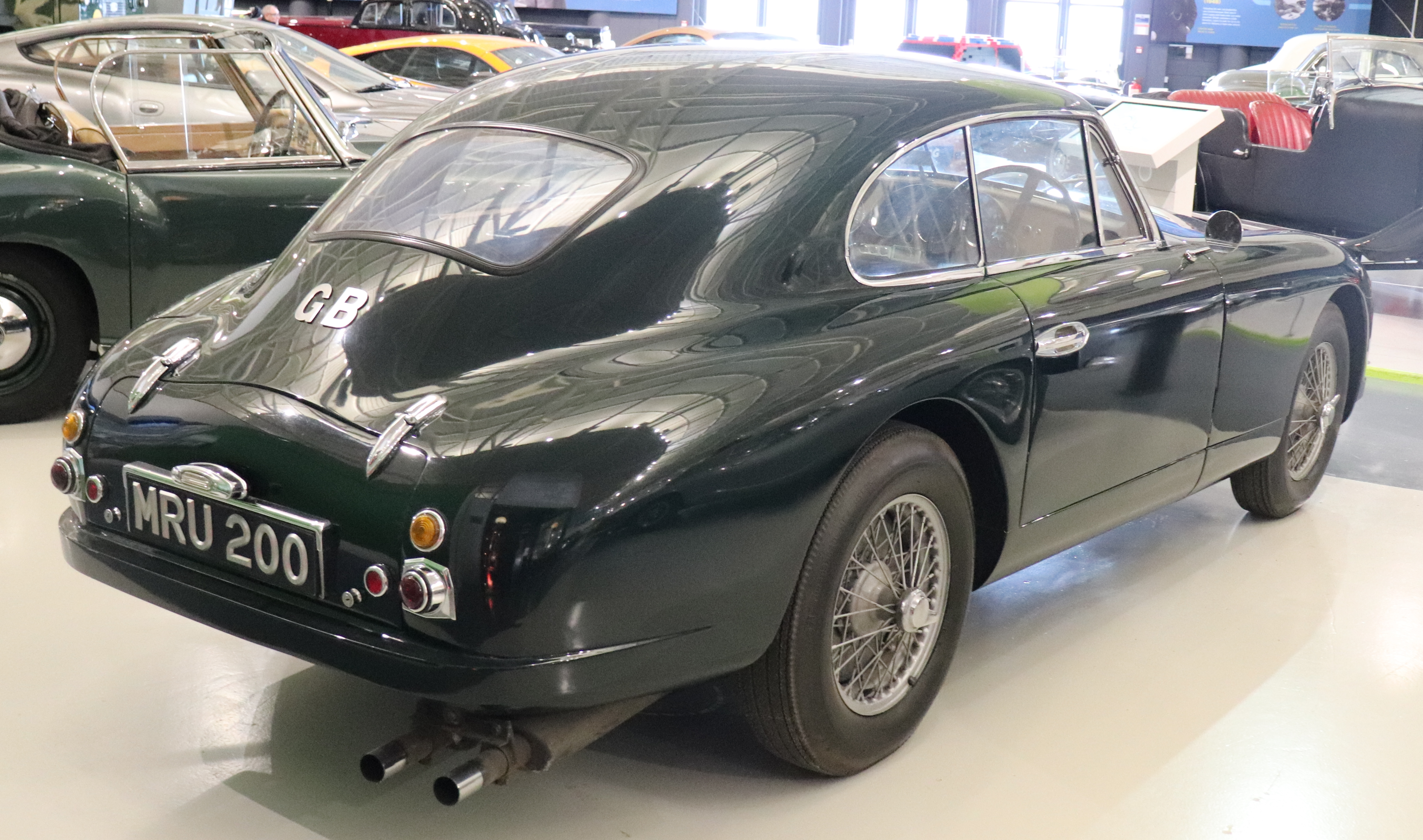

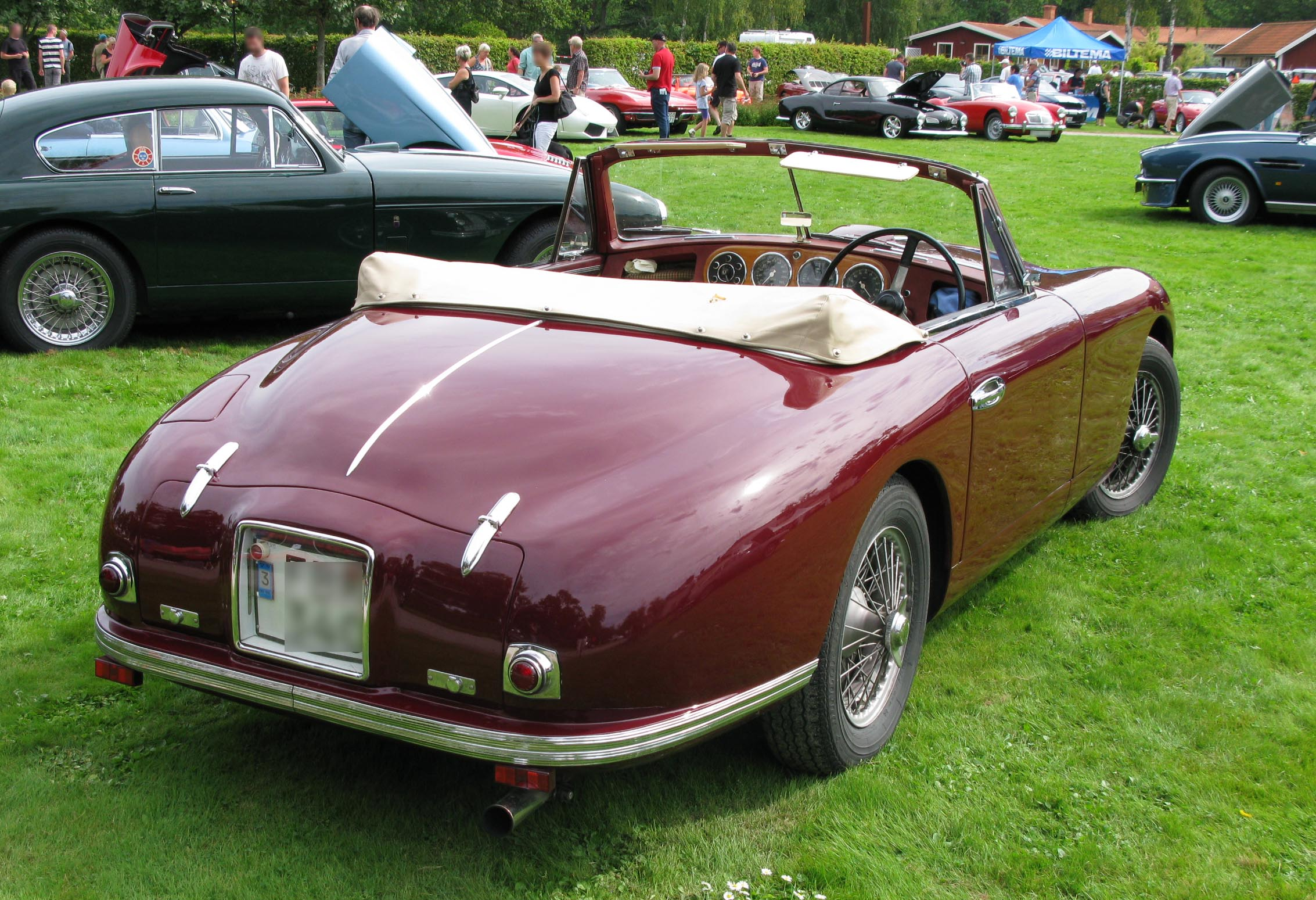

Aston Martin DB2 — спортивний автомобіль, що продавався компанією Aston Martin з травня 1950 до квітня 1953 року. Він прийшов на зміну 2-Litre Sports (DB1) і мав 6-ти циліндровий рядний двигун з двома розподільними в головці циліндрів замість раніше використовуваного 4-х циліндрового. Двигун мав більший літраж - 2.6 л, і був випущений в кузові купе (кваліфікований компанією Aston Martin як спортивний седан. Пізніше був випущений і кабріолет, обсяг продажів якої становив чверть загального обсягу продажів моделі. DB2 був надзвичайно успішний в гонках, готуючи компанію Брауна до майбутніх успіхів.

## Двигун
- 2.6 L Lagonda I6 105/123 к.с.